# Kanton Neuilly-en-Thelle
Der Kanton Neuilly-en-Thelle war bis 2015 ein französischer Wahlkreis im Arrondissement Senlis, im Département Oise und in der Region Picardie; sein Hauptort war Neuilly-en-Thelle. Der letzte Vertreter im Generalrat des Départements war von 2008 bis 2015 Gérard Auger (PS).
Der Kanton Neuilly-en-Thelle war 139,34 km² groß und hatte (1999) 29.265 Einwohner. Er lag im Mittel 70 Meter über dem Meeresspiegel, zwischen 24 Meter in Boran-sur-Oise und 193 Meter in Ully-Saint-Georges.

## Gemeinden
Der Kanton bestand aus 15 Gemeinden:
| Gemeinde             | Einwohner Jahr | Fläche km² | Bevölkerungsdichte | Code INSEE | Postleitzahl |
| -------------------- | -------------- | ---------- | ------------------ | ---------- | ------------ |
| Balagny-sur-Thérain  | 1.518 (2013)   | 6,9        | 220 Einw./km²      | 60044      | 60250        |
| Belle-Église         | 627 (2013)     | 7,83       | 80 Einw./km²       | 60060      | 60540        |
| Boran-sur-Oise       | 2.122 (2013)   | 11,25      | 189 Einw./km²      | 60086      | 60820        |
| Chambly              | 9.817 (2013)   | 12,87      | 763 Einw./km²      | 60139      | 60230        |
| Cires-lès-Mello      | 3.792 (2013)   | 16,73      | 227 Einw./km²      | 60155      | 60660        |
| Crouy-en-Thelle      | 1.107 (2013)   | 5,87       | 189 Einw./km²      | 60185      | 60530        |
| Dieudonné            | 836 (2013)     | 10,38      | 81 Einw./km²       | 60197      | 60530        |
| Ercuis               | 1.466 (2013)   | 4,38       | 335 Einw./km²      | 60212      | 60530        |
| Foulangues           | 199 (2013)     | 5,13       | 39 Einw./km²       | 60249      | 60250        |
| Fresnoy-en-Thelle    | 943 (2013)     | 6,28       | 150 Einw./km²      | 60259      | 60530        |
| Le Mesnil-en-Thelle  | 2.298 (2013)   | 6,09       | 377 Einw./km²      | 60398      | 60530        |
| Morangles            | 410 (2013)     | 5,93       | 69 Einw./km²       | 60429      | 60530        |
| Neuilly-en-Thelle    | 3.238 (2013)   | 15,73      | 206 Einw./km²      | 60450      | 60530        |
| Puiseux-le-Hauberger | 832 (2013)     | 5,36       | 155 Einw./km²      | 60517      | 60540        |
| Ully-Saint-Georges   | 1.902 (2013)   | 18,71      | 102 Einw./km²      | 60651      | 60730        |

## Bevölkerungsentwicklung
| 1962   | 1968   | 1975   | 1982   | 1990   | 1999   | 2008   | 2011   |
| ------ | ------ | ------ | ------ | ------ | ------ | ------ | ------ |
| 15.032 | 15.977 | 17.948 | 22.035 | 26.072 | 29.256 | 29.922 | 30.170 |